# برنارد برودي
برنارد برودي (بالإنجليزية: Bernard Brodie (biochemist))‏ هو عالم بريطاني في مجال علم الصيدلة ولد في 1907 في ليفربول، المملكة المتحدة، حائز على جائزة قلادة العلوم الوطنية الأمريكية.

## وصلات خارجية
- الموقع الرسمي لجائزة قلادة العلوم الوطنية الأمريكية